# Xiao Jun (strzelec)
Xiao Jun (chiń. 肖俊; ur. 31 sierpnia 1972 roku) – chiński strzelec sportowy. Na Igrzyskach Olimpijskich w Atlancie w 1996 roku zdobył srebrny medal w strzelectwie.